# 纳瓦莫尔昆德
纳瓦莫尔昆德，是西班牙卡斯蒂利亚-拉曼恰托莱多省的一个市镇。总面积111平方公里，总人口702人（2001年），人口密度6人/平方公里。